# عبد السلام بوحجر
عبد السلام بوحجر (توفي يوم 1 يناير 2019) هو شاعر مغربي. وكان عضوا في اتحاد كتاب المغرب، ودرس في مدينتي وجدة وفاس، حصل سنة 2018 على لقب «شاعر الجماليات العليا».
ولد بـ بني بوفراح إقليم الحسيمة سنة 1955 وقضى فيها 15 سنة من رحلة عمره، قبل أن يحط الرحال بتازة وفاس ووجدة ممتهنا مهنة التدريس.

## وفاته
توفي يوم الثلاثاء 1 يناير 2019 بالمستشفى الجامعي بوجدة بعد معاناة مع المرض عن سن 63 عاما.

## من مؤلفاته
- أجراس الأمل (1985).
- إيقاع عربي خارج الموت (1990).
- قمر الأطلس (1999)
- ستة عشر موعدا
- ومسرحية شعرية بعنوان الصخرة السوداء. (1993).
- الغناء على مقام الهاء (2014).

## جوائز
حاصل على جوائز محلية وعربية من ضمنها الجائزة الأولى في المسابقة الدولية للشعر في أحسن قصيدة، عن قصيدته ” مقام القدس العالي” نظمتها وكالة بيت مال القدس الشريف بمساهمة “مؤسسة جائزة عبد العزيز سعود البابطين للإبداع الشعري”، خلال الحفل الختامي لاحتفالية القدس عاصمة للثقافة العربية لسنة 2009.

## وصلات خارجية
- بلاغ اتحاد كتاب المغرب على إثر وفاة الشاعر عبد السلام بوحجر في وجدة
- رحيل الشاعر الكبير …عبد السلام بحجر … (وجدة سيتي)
- (جريدة القدس العربي): رحيل الشاعر المغربي عبد السلام بوحجر